# Mickleton (Durham)
Mickleton is een civil parish in het bestuurlijke gebied Durham, in het Engelse graafschap Durham.